# L'Esclave (film, 1908)
L'Esclave est un film muet français réalisé par Louis Feuillade sorti en 1908.

## Distribution
- Renée Carl
- Georges Wague